# Порумбешть (Румунія)
Порумбешть, Порумбешті (рум. Porumbești) — село у повіті Сату-Маре в Румунії. Адміністративний центр комуни Порумбешть.
Село розташоване на відстані 461 км на північний захід від Бухареста, 22 км на північ від Сату-Маре, 141 км на північ від Клуж-Напоки.

## Населення
За даними перепису населення 2002 року у селі проживали 1523 особи.
Національний склад населення села:
| Національність | Кількість осіб | Відсоток |
| -------------- | -------------- | -------- |
| угорці         | 1471           | 96,6%    |
| румуни         | 41             | 2,7%     |
| цигани         | 8              | 0,5%     |

Рідною мовою назвали:
| Мова      | Кількість осіб | Відсоток |
| --------- | -------------- | -------- |
| угорська  | 1497           | 98,3%    |
| румунська | 26             | 1,7%     |